# Grand Prix USA 1970
Grand Prix USA 1970 (oficiálně XIII United States Grand Prix) se jela na okruhu Watkins Glen International ve Watkins Glen v New Yorku ve Spojených státech amerických dne 4. října 1970. Závod byl dvanáctým v pořadí v sezóně 1970 šampionátu Formule 1.

## Závod
| Poř.   | No. | Jezdec               | Konstruktér        | Počet kol | Čas/Odstoupení | Pořadí na startu | Body |
| ------ | --- | -------------------- | ------------------ | --------- | -------------- | ---------------- | ---- |
| 1      | 24  | Emerson Fittipaldi   | Lotus-Ford         | 108       | 1:57:32.79     | 3                | 9    |
| 2      | 19  | Pedro Rodríguez      | BRM                | 108       | + 36.39        | 4                | 6    |
| 3      | 23  | Reine Wisell         | Lotus-Ford         | 108       | + 45.17        | 9                | 4    |
| 4      | 3   | Jacky Ickx           | Ferrari            | 107       | + 1 kolo       | 1                | 3    |
| 5      | 12  | Chris Amon           | March-Ford         | 107       | + 1 kolo       | 5                | 2    |
| 6      | 18  | Derek Bell           | Surtees-Ford       | 107       | + 1 kolo       | 13               | 1    |
| 7      | 8   | Denny Hulme          | McLaren-Ford       | 106       | + 2 kola       | 11               |      |
| 8      | 7   | Henri Pescarolo      | Matra              | 105       | + 3 kola       | 12               |      |
| 9      | 11  | Jo Siffert           | March-Ford         | 105       | + 3 kola       | 23               |      |
| 10     | 15  | Jack Brabham         | Brabham-Ford       | 105       | + 3 kola       | 16               |      |
| 11     | 29  | Ronnie Peterson      | March-Ford         | 104       | + 4 kola       | 15               |      |
| 12     | 16  | Rolf Stommelen       | Brabham-Ford       | 104       | + 4 kola       | 19               |      |
| 13     | 4   | Clay Regazzoni       | Ferrari            | 101       | + 7 kol        | 6                |      |
| 14     | 9   | Peter Gethin         | McLaren-Ford       | 100       | + 8 kol        | 21               |      |
| Ret    | 1   | Jackie Stewart       | Tyrrell-Ford       | 82        | Únik oleje     | 2                |      |
| Ret    | 14  | Graham Hill          | Lotus-Ford         | 72        | Spojka         | 10               |      |
| Ret    | 2   | François Cevert      | March-Ford         | 62        | Kolo           | 17               |      |
| Ret    | 30  | Tim Schenken         | De Tomaso-Ford     | 61        | Zavěšení       | 20               |      |
| Ret    | 27  | Jo Bonnier           | McLaren-Ford       | 50        | Vodní potrubí  | 24               |      |
| Ret    | 6   | Jean-Pierre Beltoise | Matra              | 27        | Zacházení      | 18               |      |
| Ret    | 31  | Gus Hutchison        | Brabham-Ford       | 21        | Únik paliva    | 22               |      |
| Ret    | 20  | Jackie Oliver        | BRM                | 14        | Motor          | 7                |      |
| Ret    | 21  | George Eaton         | BRM                | 10        | Motor          | 14               |      |
| Ret    | 17  | John Surtees         | Surtees-Ford       | 6         | Motor          | 8                |      |
| DNQ    | 32  | Peter Westbury       | BRM                |           |                |                  |      |
| DNQ    | 28  | Pete Lovely          | Lotus-Ford         |           |                |                  |      |
| DNQ    | 10  | Andrea de Adamich    | McLaren-Alfa Romeo |           |                |                  |      |
| Zdroj: |     |                      |                    |           |                |                  |      |

## Průběžné pořadí po závodě
Pohár jezdců
|        | Pořadí | Jezdec         | Body |
| ------ | ------ | -------------- | ---- |
|        | 1      | Jochen Rindt   | 45   |
|        | 2      | Jacky Ickx     | 31   |
|        | 3      | Clay Regazzoni | 27   |
|        | 4      | Jackie Stewart | 25   |
|        | 5      | Jack Brabham   | 25   |
| Zdroj: |        |                |      |

Pohár konstruktérů
|        | Pořadí | Konstruktér  | Body |
| ------ | ------ | ------------ | ---- |
|        | 1      | Lotus-Ford   | 59   |
|        | 2      | Ferrari      | 46   |
|        | 3      | March-Ford   | 45   |
|        | 4      | Brabham-Ford | 35   |
|        | 5      | McLaren-Ford | 31   |
| Zdroj: |        |              |      |